# Matej Ašanin
Matej Ašanin (Zagreb, 4 de septiembre de 1993) es un jugador de balonmano croata que juega de portero en el Beşiktaş JK. Es internacional con la selección de balonmano de Croacia.
Con la selección ganó la medalla de plata en el Campeonato Europeo de Balonmano Masculino de 2020.

## Palmarés

### Sporting CP
- Liga de Portugal de balonmano (2): 2017, 2018

### RK Zagreb
- Liga de Croacia de balonmano (1): 2021
- Copa de Croacia de balonmano (1): 2021

## Clubes
| Club                     | País     | Año         |
| ------------------------ | -------- | ----------- |
| RK Split                 | Croacia  | 2010 - 2011 |
| RK Varazdin              | Croacia  | 2011 - 2012 |
| Ademar León              | España   | 2012 - 2014 |
| HBW Balingen-Weilstetten | Alemania | 2014 - 2016 |
| Sporting CP              | Portugal | 2016 - 2019 |
| TSG Friesenheim          | Alemania | 2019        |
| RK Zagreb                | Croacia  | 2019 - 2021 |
| TSG Friesenheim          | Alemania | 2021 - 2023 |
| CSM București            | Rumania  | 2023 - 2024 |
| Beşiktaş JK              | Turquía  | 2024 - Act. |